# Dasyatis microps
Dasyatis microps  (лат.) — вид рода хвостоколов из семейства хвостоко́ловых отряда хвостоколообразных надотряда скатов. Они обитают в водах Индийского океана и в центрально-западной части Тихого океана. Ведут донный и пелагический образ жизни. Максимальная зарегистрированная ширина диска 2,2 м. Грудные плавники этих скатов срастаются с головой, образуя ромбовидный диск, ширина которого намного превосходит длину. Рыло вытянутое и заострённое. Хвост не длиннее диска. Перед шипом хвостовой стебель широкий и уплощённый. Позади шипа на хвостовом стебле расположен вентральный кожный кили. Дорсальную поверхность диска покрывают белые пятна. Манера двигаться этих хвостоколов отличается от того, как плавают их сородичи и больше напоминает движения скатов подобных мантам. Подобно прочим хвостоколообразным Dasyatis microps размножаются яйцеживорождением. Эмбрионы развиваются в утробе матери, питаясь желтком и гистотрофом. В помёте 1 новорожденный. Не являются объектом целевого промысла. В качестве прилова в небольшом количестве попадаются при донном тралении. 

## Таксономия и филогенез
Впервые Dasyatis microps был научно описан в 1908 году как Trygon microps.  Позднее род Trygon  род Dasyatis были признаны синонимами. Голотип был  пойман на глубине 31 м  в Бенгальском заливе недалеко от Читтагонга. 

## Ареал и места обитания
Dasyatis microps обитают в Индийском и Тихом океанах у побережья Мозамбикаа, Мальдивских островов, Индии, Бангладеш, в Сиамском заливе, у берегов Малайзии и Индонезии, в Арафурском море и, вероятно, на Филиппинах. Они заходят в эстуарии рек, в том числе Гангаа, встречаются на достаточно большой глубине. В водах Мозамбика они держатся над коралловыми рифами на глубине 15—25 м при температуре воде 23–28 °C. Обычно они ведут донный образ жизни, однако наблюдения за скатами в толще воды показали, что их можно встретить и в пелагиали.

## Описание
Грудные плавники Dasyatis microps срастаются с головой, образуя ромбовидный плоский диск, ширина которого в 1,4 раз превышает длину, внешние «крылья» сходятся под тупым углом. Передний край диска изогнут, округлое рыло слегка выступает. Позади мелких глаз расположены брызгальца, которые превосходят их по размеру. На вентральной поверхности диска расположены 5 жаберных щелей, рот и ноздри. Между ноздрями пролегает лоскут кожи с бахромчатым нижним краем. Рот широкий, на дне ротовой полости присутствуют 5 отростков. Зубы выстроены в шахматном порядке и образуют плоскую поверхность. Хвост короче диска. Основание хвоста широкое и приплюснутое. Как и у других хвостоколов на дорсальной поверхности в центральной части хвостового стебля расположен зазубренный шип, соединённый протоками с ядовитой железой. Иногда у скатов бывает 2 шипа. Периодически шип обламывается и на их месте вырастает новый. Позади шипа на хвостовом стебле расположена вентральная кожная складка. Дорсальная складка отсутствует или еле видна. На шипе длиной 9,1 см было 75 зазубрин. Хвост позади шипа утончается и становится цилиндрическим. На хвостовом стебле вентрально расположена низкая и толстая складка кожи.
Диск покрыт многочисленными крупными чешуями с основанием в виде звезды. Наибольшая концентрация наблюдается на рыле. Окраска дорсальной поверхности диска красновато-коричневого цвета, хвост темнее основного фона. Вентральная поверхность диска белая, края темнее. У глаз вокруг центра диска расположены характерные белые отметины. По обе стороны от основания хвоста также имеются ряды мелких белых пятнышек. Максимальная зарегистрированная общая длина 3,2, а ширина диска 2,2 м, .

## Биология
Форма диска этих скатов обеспечивает им возможность плавать не так как большинство хвостоколов, а подобно скатам с очень широким диском, таким как Гимнуры  и Манты. Они взмахивают крыльями, а не совершают волнообразных движений краями диска. Dasyatis microps представляют собой результат конвергентной эволюции. В кишечном спиральном клапане этих хвостоколов паразитируют ленточные черви Oncomegoides celatus. У берегов Мозамбика за Dasyatis microps часто следуют многочисленные кобии. 
Подобно прочим хвостоколообразным эти скаты   относится к яйцеживородящим рыбам. Эмбрионы развиваются в утробе матери, питаясь желтком и гистотрофом. Эмбрионы на поздней стадии развития имеют пятнистую окраску подобно взрослым особям. Длина новорожденных 31—33 см. 

## Взаимодействие с человеком
Тот факт, что Dasyatis microps встречаются довольно редко по всему ареалу, может свидетельствовать о том, что они ведут наполовину пелагический образ жизни. Довольно регулярно они попадаются у берегов Мозамбика, где в 2009 году была сделана подводная съемка живой особи этого вида. Эти скаты не являются объектом целевого лова. Они попадаются в качестве прилова при коммерческом промысле путём донного траления, ярусов и ставных неводов. В Мозамбике их бьют гарпуном. Используют мясо, хрящи и кожу. Данных для оценки Международным союзом охраны природы статуса сохранности вида недостаточно.  